# Висячий замок

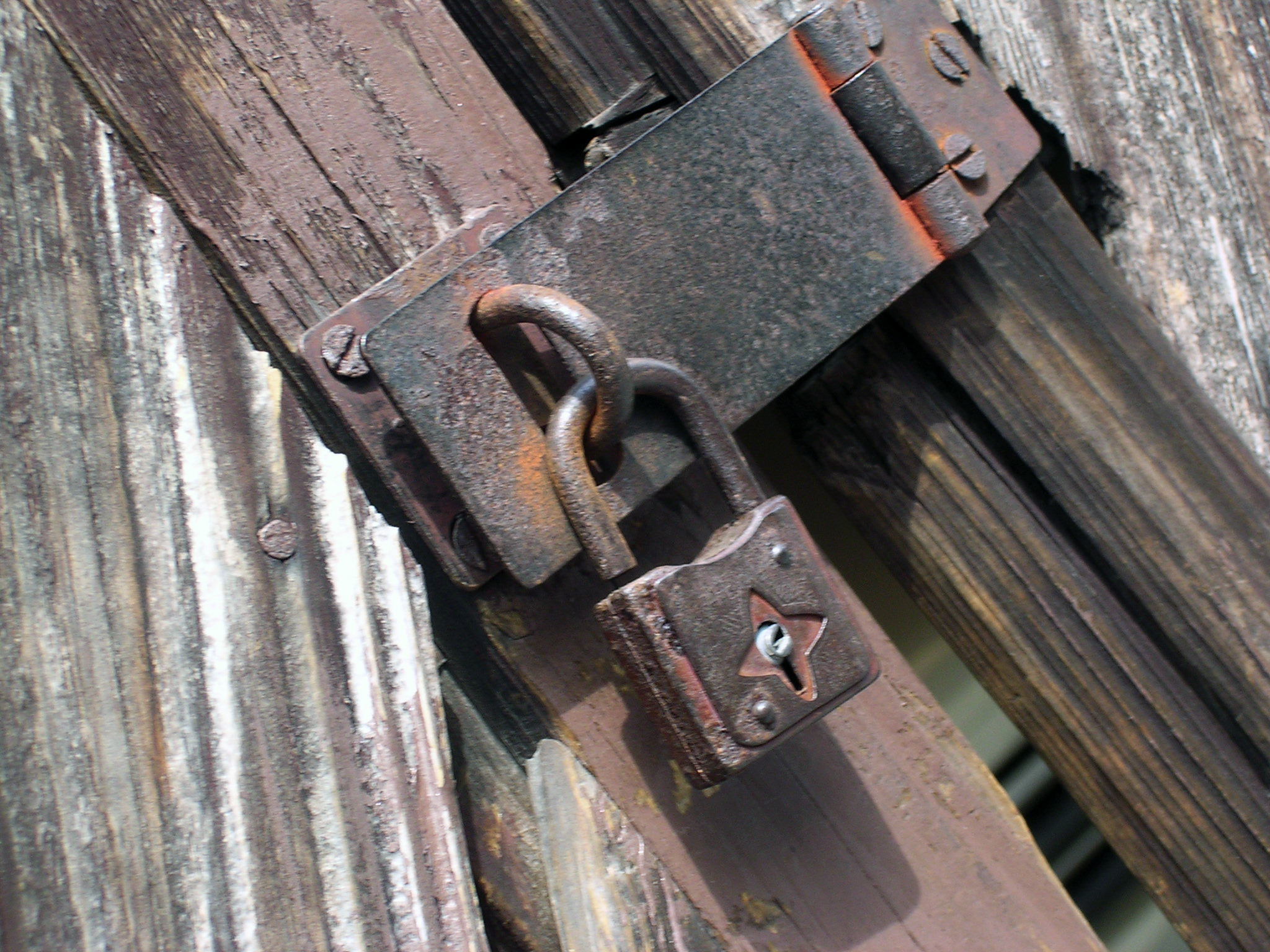
Висячий замок

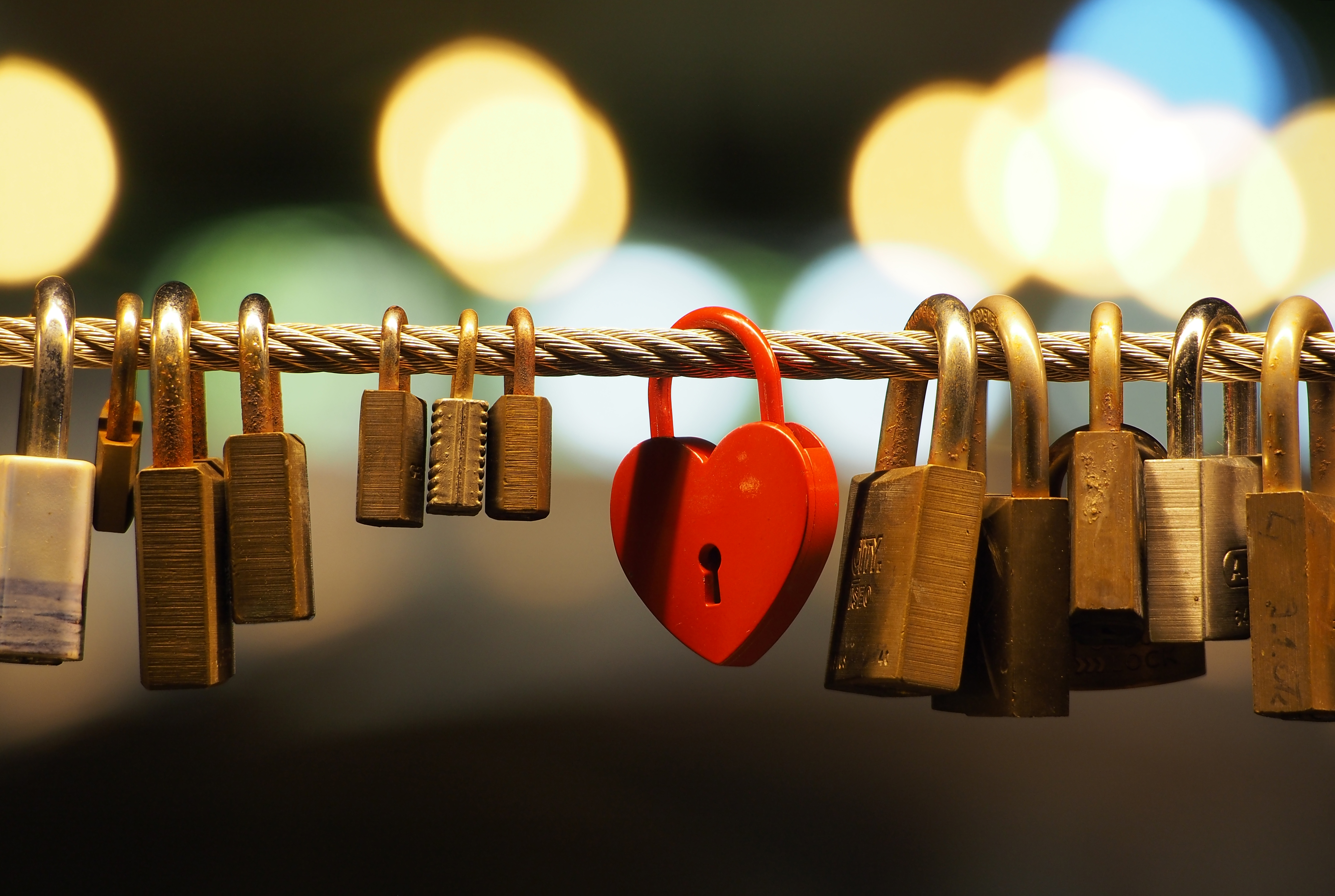
Замочки кохання
на мості в Любляні

Вися́чий замок, висни́й замок, діал. коло́дка — замок, автономна конструкція якого дозволяє повністю відокремити його від елементів фіксації (вушок на стулці дверей і коробки дверей, рами велосипеда і нерухомої опори. Має набагато більшу область застосування, ніж стаціонарні дверні замки і тому більшу кількість модифікацій корпусу і дужки.

## Цитати
Висячі замки складаються з корпусу із замковим механізмом і дужки, що просува́ється через скоби (скоблі, пробої), забиті в двері та одвірки, вуха засува, кільця ланцюга тощо.

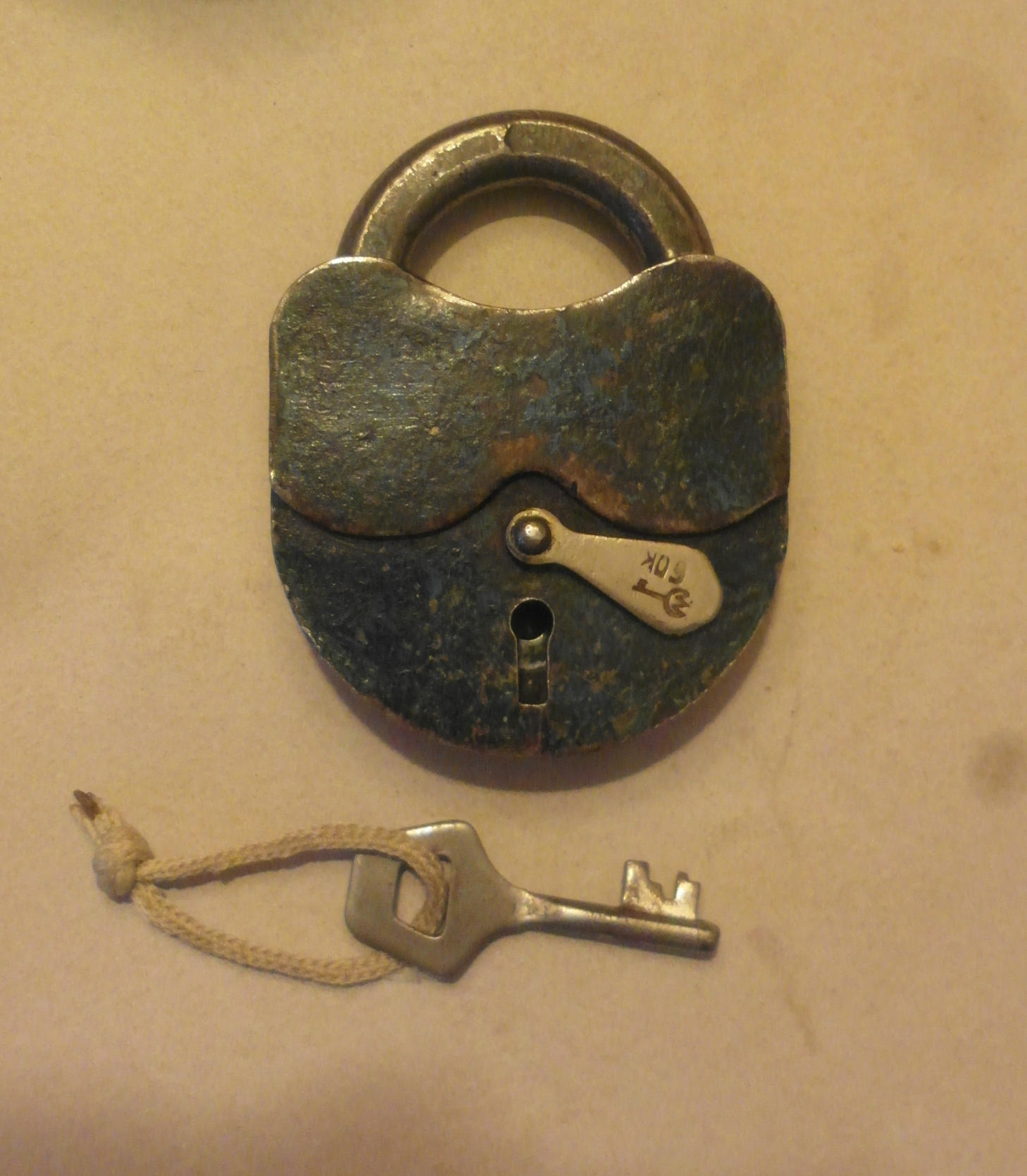
Заржавілий сталевий замок 60-х років XX століття.

## Історія
Про походження і розвиток мистецтва виготовлення колодок відомо дуже мало. Китайські вчені Хсін-Хуей і Хуан Хун Сен-Янь захистили в 2004 році докторські дисертації на цю тему, провели аналіз різних висячих замків за типами та формами дуги та охоронної пружини. Незважаючи на відсутність історичних записів, на їхню думку, колодки виготовлялися ще в Стародавньому Китаї, тобто як мінімум тисячу років тому.
Правда, деякі західні вчені вважають, що замки в Китаї з'явилися трохи пізніше, ніж у Західній Європі. Вважають, що конструкція висячих замків з'явилася приблизно в II—III ст. в Римській імперії. Існує істотна подібність між замками виготовленими в Стародавньому Китаї і в Скандинавії датованими кінцем епохи вікінгів, незважаючи на те, що вплив Римської Імперії на їх культуру не було.
Але висячі замки з охоронною пружиною на дузі вперше використовувалися імператорами і багатими чиновниками епохи Цзінь (265—420 н. е.). Цілком можливо, що поява замків в Китаї в цей час пов'язана з налагодженням торгових відносин з Індією та Іраном, в яких поширювалися деякі римські технології. Так до Китаю потрапили висячі замки адаптовані до китайської культури. Висячі замки, крім засобів захисту від злодіїв, були привабливими і цікавими символами і підкреслювали соціальний статус власника.
У культурах різних країн висячим замках часто надавали форми різних амулетів, тварин і оберегів. Вважалося, що вони здатні притягати щастя, успіх і багатство в дім.

## Види висячих замків

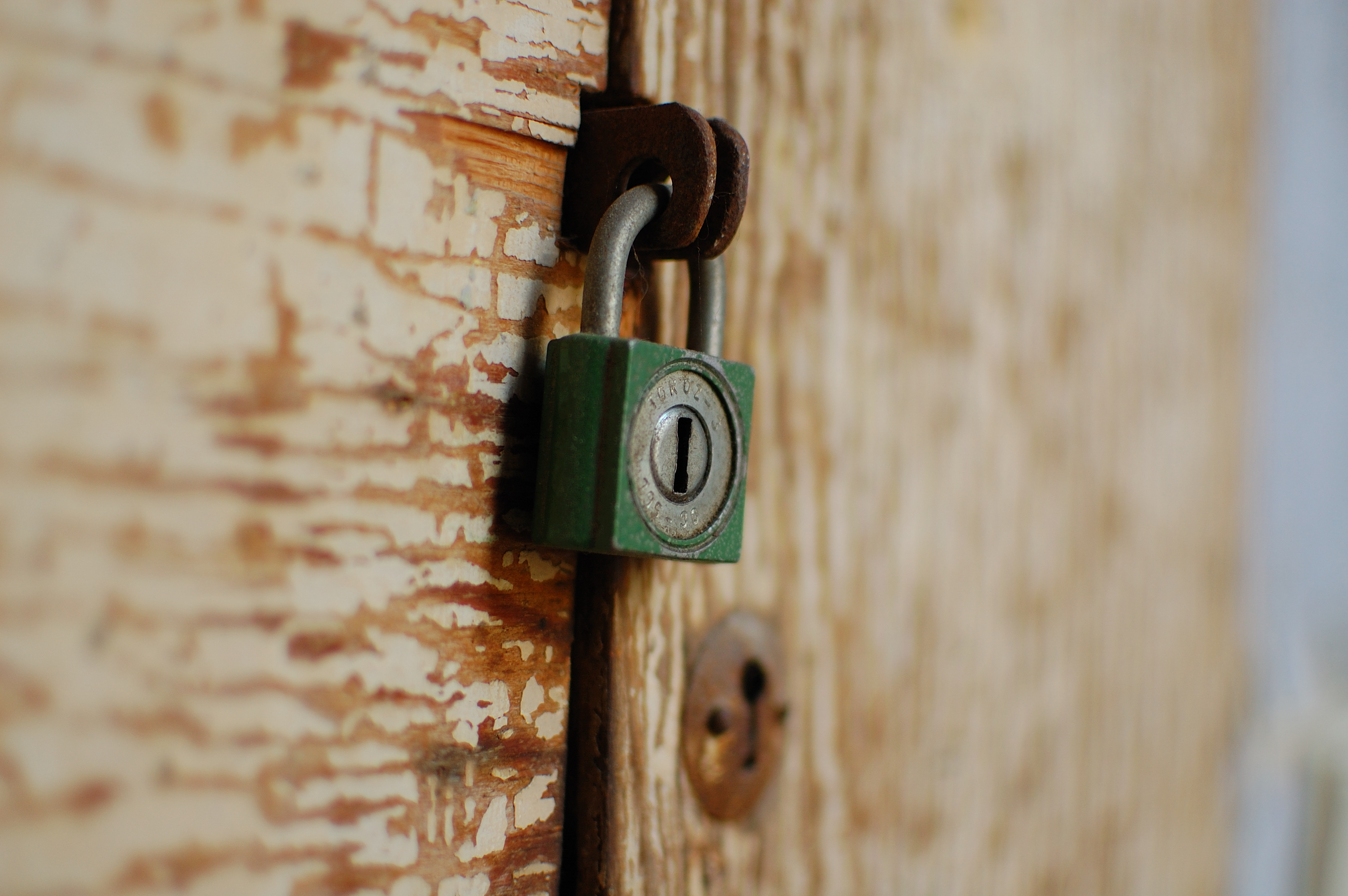
Висячий замок з чавуну

Висячі замки можна розділити на групи за декількома характеристиками, наприклад — за матеріалом виготовлення корпусів. Найпоширеніші матеріали — чавун, латунь, сталь, алюміній і його сплави.
- Чавунні висячі замки дешеві, стійкі до корозії і деформації, можуть бути будь-якої форми, оскільки виготовляються способом лиття.

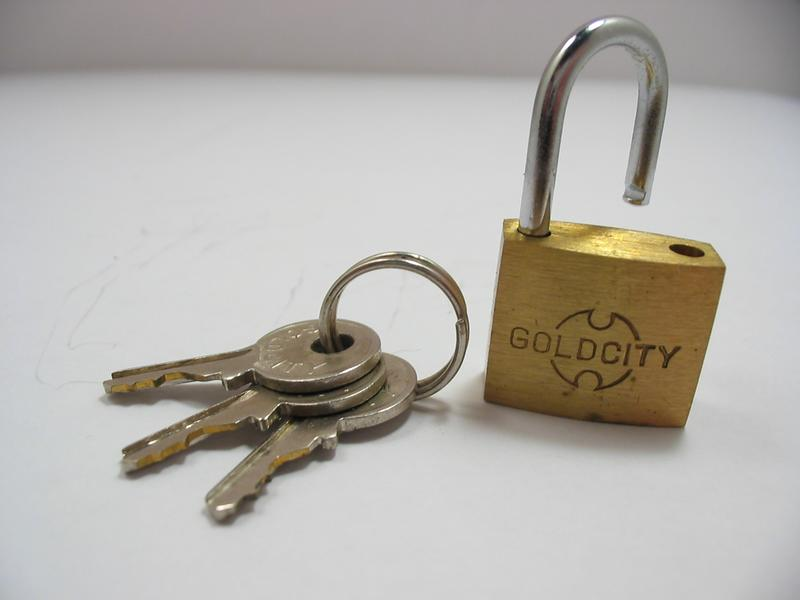
Висячий замок з латуні

- Латунні висячі замки приємні для ока і стійкі до корозії, але не особливо поширені через високу ціну і м'якість матеріалу.
- Сталеві висячі замки мають підвищену міцність, проте сталь легко піддається корозії і відноситься до дорогих матеріалів. Щоб уникнути корозії, деякі замки виготовляють з нержавіючої сталі, що робить їх ще дорожчими.